# دنور (ایندیانا)
دنور (به انگلیسی: Denver) یک منطقهٔ مسکونی در ایالات متحده آمریکا است که در شهرستان میامی، ایندیانا واقع شده‌است. دنور ۰٫۶۲ کیلومتر مربع مساحت و ۴۷۸ نفر جمعیت دارد و ۲۱۶ متر بالاتر از سطح دریا واقع شده‌است.